# Gare d'El M'Ghair
La gare d'El M'Ghair est une gare ferroviaire algérienne située sur le territoire de la commune d'El M'Ghair, dans la wilaya d'El M'Ghair, au nord-est du Sahara algérien.

## Situation ferroviaire
La gare est située au nord-est de la ville d'El M'Ghair, sur la ligne d'El Guerrah à Touggourt. Elle est actuellement précédée de la gare de Biskra et suivie de celle de Djamaa. Lors de la création de la ligne de Biskra à Touggourt, la gare d'El M'Ghair était précédée de la gare de N'Sigha, gare désormais fermée.

## Service des voyageurs

### Desserte
La gare est desservie par les trains grandes lignes de la liaison : Alger - Touggourt,,.